# Túnel de Galabets
El Túnel de Galabets (en búlgaro: Тунелът „Гълъбец“) es un túnel ferroviario en el oeste del país europeo de Bulgaria, que posee una longitud de 3034 m. Se trata del segundo túnel ferroviario más largo del país después del túnel de Koznitsa.

## Descripción
Situado entre las localidades de Baja Kamartsi y Bunovo, y pasando por debajo las montañas Galabets, es parte de la línea de ferrocarril sub-balcánica. Terminado en 1951, a través de él pasa una vía férrea.
El túnel tiene una altura de 6 metros y una anchura máxima de 5,2 m. Al igual que muchos túneles de esta antigüedad, el túnel N º 3 tiene una serie de necesidades de rehabilitación.